# Ciuciulea
Ciuciulea è un comune della Moldavia situato nel distretto di Glodeni di 3.707 abitanti al censimento del 2004